# Хрущов, Пётр Фёдорович
Пётр Фёдорович Хрущов (также встречается написание Хрущев) — поручик лейб-гвардии Измайловского полка, политический ссыльный, беглец.

## Биография
Родом из-под Курска. Семья владела селом Калиновка Дмитриевского уезда. Участник Семилетней войны с Пруссией.
«Человек отличного ума… с большими познаниями»,— характеризовал Хрущева Василий Берх.
В 1762 года пытался организовать новый дворцовый переворот. По-видимому, заговорщики были намерены возвести на престол Ивана Антоновича. В заговоре кроме него участвовал брат Алексей и дворяне братья Семён, Иван и Пётр Сильвестровичи Гурьевы. За произведённое вместе с дворянами Гурьевыми и другими возмущение и за оскорбление величества был приговорён к смертной казни, но позднее помилован и сослан в Сибирь, впоследствии на Камчатку. В июне 1770 был вместе с Бенёвским, Степановым, Пановым, Батуриным и другими переведён из Охотска в Большерецкий острог на Камчатке. Весною 1771 года Хрущов вместе с другими ссыльными воспользовался оплошностью коменданта Нилова и организовал заговор против императрицы. Нилов был убит, заговорщики овладели казной, двумя пушками и военными припасами, и 30 апреля на казённом галиоте «Святой Петр» вышли в море. При этом Хрущов взял с собой двух рабов — камчадалов Паранчиных. Через несколько дней супруги Паранчины были высажены вместе с Герасимом Измайловым на одном из островов Курильской гряды. Во время плавания Хрущов исполнял обязанности «аудитора», то есть военного следователя, судьи и прокурора. 7 августа 1771 года достигли о-ва Формозы, затем направились к берегам Франции и высадились там в январе 1772 г. в Порт-Луи.
Хрущов был принят на службу во французскую армию капитаном корпуса волонтёров и отправился с Бенёвским на Мадагаскар. 
Хрущов ходатайствовал через русского резидента в Париже Хотинского о помиловании. Императрица Екатерина II простила их, написав резиденту: «Им от меня прощение обещано, которое им и дать надлежит, ибо довольно за свои грехи наказаны были. Видно, что Русак любит свою Русь». В конце 1799 года они вместе с участником бунта Коростелёвым получили разрешение вернуться в Россию. Хрущов был отправлен в окрестности Канска. Там основал деревушку. Умер в Сибири, «водворённый на свободное житьё».

### Рекомендуемые источники
- «Сборник Русского Исторического Общества», т. 94, стр. 238.
- С. М. Соловьев. «История России с древнейших времен» Изд. тов. «Общ. Польза», кн. V., стр. 1376; кн. VI, стр. 1058.
- В. Кашпирев. «Памятники новой русской истории», т. I, стр. 95.
- «Заря», 1870 г., апрель, стр. 95.
- Манифест «о явившихся преступниках», 24 окт. 1762 г. // Полное Собрание Законов, № 11693.
- А. Ф. Базунов. «Памятники новой русской истории», 1873., т. III, стр. 334—359 (подробное описание побега Беневского с товарищами).
- С. Вахрин. Большерецкие беглецы // Вокруг света, № 3, 1990